# Joseph Grieco
Joseph Grieco est un politologue étudiant les relations internationales. Il officie en tant que professeur de science politique au sein de l'Université Duke, dans la ville de Durham en Caroline du Nord. Son enseignement porte principalement sur les théories des relations internationales, l'économie politique internationale ainsi que la résolution de conflit.
Joseph Grieco se réclame de l'école néoréaliste. Souvent critique de l'approche théorique libérale de la coopération internationale, il est reconnu par des auteurs tels qu'Alexander Wendt comme l'un des principaux contributeurs au débat entre néoréalistes et néolibéraux en relations internationales.

## Biographie
Joseph Grieco obtient en 1982 un doctorat (Ph.D) de la Cornell University, située dans l'État de New-York.
Entre 1990 et 1991, il est désigné International Affairs Fellow, représentant le gouvernement des États-Unis et le Fonds monétaire international au sein du Council on Foreign Relations.